# BurgRock
BurgRock is een jaarlijks muziekfestival in de Belgische stad Brugge. Het festival wordt georganiseerd door het BurgRock Comité in samenwerking met het 11 Juli-Komitee en de Jeugdraad Brugge. Het heeft telkens plaats op 11 juli, de Vlaamse feestdag, op de Burg. Uitzonderlijk ging BurgRock in 2016 op 9 juli door. Ook in 2018 was het festival op 9 juli. Aan het festival is een rockrally verbonden. 
In 2019 gaat de jubileumeditie '15 jaar BurgRock' door. De Rockrally van deze editie wordt gehouden door bands geselecteerd als 'de beste uit de afgelopen 15 jaar'.

## Rockrally
De rockrally wil een podium bieden aan nieuw muzikaal talent. In het voorjaar organiseert het BurgRock Comité preselecties om uit de kandidaturen de bands met de meeste kwaliteit te schiften. Tijdens deze preselecties kiest een onafhankelijke jury, samengesteld uit mensen die vertrouwd zijn met de Vlaamse en internationale muziekwereld, zes muziekgroepen die zich onderscheiden door hun podiumuitstraling, originaliteit, zang en instrumentale samenhang. 
De geselecteerde muziekgroepen krijgen tijdens het festival een halfuur de tijd om zich te presenteren aan het publiek. Enige voorwaarde is dat tijdens het optreden ook een Nederlandstalig nummer aan bod moet komen.

## Edities
| Jaar | Deelnemers rockrally                                                                     | Headliners                                                                                      |
| ---- | ---------------------------------------------------------------------------------------- | ----------------------------------------------------------------------------------------------- |
| 2005 | Timid, Hope Standish, Thanatois, Tribal & Co, Regard, Roan Inish, The Sugarlips Incident | Indigenous                                                                                      |
| 2006 | Folgazán, Colours, Behaviour, Moses, JinXS, Me and... Mr Riche$$                         | Roan Inish (winnaar 2005), Red Zebra                                                            |
| 2007 | Johnny and The Caveman, Cosmic Fools, Nuff Said, Broken Bottle, Gootch                   | Folgazán (winnaar 2006), A Brand                                                                |
| 2008 | Arrow and The Flagpole, Left Foot Green, Surrealistic, The Mojo Filters, General Lee     | Cosmic Fools (winnaar 2007), Team William, Les Truttes                                          |
| 2009 | Bad Cirkuz, Low Vertical, Average, The Imaginary Friends                                 | Arrow and the Flagpole (winnaar 2008), Dijf & Guests (Johannes Verschaeve en Teddiedrum), Lemon |
| 2010 | Myopia, Muffler Men, The Programme, Once and for All, Magnum Fox                         | Low Vertical (winnaar 2009), Red Zebra                                                          |
| 2011 | Vaulted Needles, New Rising Sun, Prowler, The Skarminkels, Mokujin                       | Muffler Men (winnaar 2010), Cowboys & Aliens, Weiland, Flatcat                                  |
| 2012 | Nouk, PHX, Massa Nobu, Polarjacket, Soviet Grass                                         | Prowler (winnaar 2011), Dollarqueen, De Mens                                                    |
| 2013 | The Spectors, STRESS, PSYCHONAUT, Summerbummerdownerfolk, Calling Susan                  | Massa Nobu (winnaar 2012), Vienna, Postmen                                                      |
| 2014 | Birds, Arkestri, Psychonaut, Wasted 24/7                                                 | Calling Susan (winnaar 2013), Elements, DJ Dirk Stoops, Gorki                                   |
| 2015 | Beuk, Camillefois, Desert Drones, Free thinkers clan, The Geraldines                     | Birds (winnaar 2014), Soviet Grass, Mintzkov                                                    |
| 2016 | Louie, Cleo, Mantis, Spit Fox, Electric Blue                                             | Camillefois (winnaar 2015), Janez Detd                                                          |
| 2017 | Baltimore, Oriens, Evillookingbird, The Day Off, Raman                                   | Electric Blue (winnaar 2016), Zwartwerk, Fleddy Melculy                                         |
| 2018 | Ventilateur, Oproer, Sweats, Panther                                                     | Oriens (winnaar 2017), Bizkit Park, Red Zebra                                                   |
| 2019 | Massa Nobu, Elli Mac, Elektrik Blue, Oriens                                              | D'Expediteurs, DJ Dirk Stoops, Les Truttes                                                      |